# 日本化粧品技術者会
日本化粧品技術者会（にほんけしょうひんぎじゅつしゃかい、英語: The Society Of Cosmetic Chemists Of Japan (SCCJ)）は、日本の学術研究団体の一つ。

## 概要
1947年10月23日設立。学術研究団体としての種別は単独学会。
化粧品及び関連の化学技術の進歩向上に貢献すると共に会員相互の交流と啓発を図るための活動を行う。
国際学術連合体としては国際化粧品技術者会連盟に加入している。

## 沿革
- 1947年 - 東京化粧品技術者会発足（前身）。
- 1949年 - 近畿化粧品技術者会発足（前身）。
- 1952年 - 東西化粧品技術者連合連絡会発足（前身）。
- 1961年 - 日本化粧品技術者連合会設立。
- 1976年 - 日本化粧品技術者会に改称。

## 刊行物

### 日本化粧品技術者会誌
- 誌名（和文）：日本化粧品技術者会誌
- 誌名（欧文）：The Journal of the Society of Cosmetic Chemists of Japan
- 創刊年：1963
- 資料種別：ジャーナル（査読付き論文を含む）
- 使用言語：日英混在
- 発行形態：印刷体、eジャーナル
- 著作権帰属先：学会
- クリエイティブコモンズ：-
- 購読：無料